# Euphrasia sinuata
Euphrasia sinuata är en snyltrotsväxtart som beskrevs av E. Vitek och F. Ehrendorfer. Euphrasia sinuata ingår i släktet ögontröster, och familjen snyltrotsväxter. Inga underarter finns listade i Catalogue of Life.